# Мехмет Сирокко
Сулу́к Мехме́д-паша́ (тур. Suluk Mehmed Paşa) или Мехмет Сирокко (исп. Mehmed Sirocco); 1525 — 7 октября 1571) — османский флотоводец. 

## Биография
Сулук Мехмед-паша был правителем (беем) Александрии примерно в 1550-х годах. Он получил своё прозвище в честь жаркого ветра сирокко, который распространён в Средиземном море. 
7 октября 1571 года в битве при Лепанто в звании адмирала командовал правым крылом османского флота, которое было атаковано венецианцами под командованием Агостино Барбариго. В ходе сражения его правое крыло было разгромлено, а сам Мехмед-паша был убит в ходе абордажной схватки.